# Блер (Вісконсин)
Блер (англ. Blair) — місто (англ. city) в США, в окрузі Тремполо штату Вісконсин. Населення — 1325 осіб (2020).

## Географія
Блер розташований за координатами 44°17′44″ пн. ш. 91°13′40″ зх. д. / 44.29556° пн. ш. 91.22778° зх. д. (44.295629, -91.227642).  За даними Бюро перепису населення США в 2010 році місто мало площу 3,19 км², з яких 2,96 км² — суходіл та 0,22 км² — водойми. В 2017 році площа становила 11,40 км², з яких 11,18 км² — суходіл та 0,22 км² — водойми.

## Демографія
Згідно з переписом 2010 року, у місті мешкало 1366 осіб у 571 домогосподарстві у складі 319 родин. Густота населення становила 429 осіб/км².  Було 638 помешкань (200/км²).
Расовий склад населення:
| - 96,6 % — білих - 0,4 % — чорних або афроамериканців - 0,2 % — корінних американців - 0,1 % — азіатів - 1,3 % — осіб інших рас |

До двох чи більше рас належало 1,4 %. Частка іспаномовних становила 3,8 % від усіх жителів.
За віковим діапазоном населення розподілялося таким чином: 24,1 % — особи молодші 18 років, 53,4 % — особи у віці 18—64 років, 22,5 % — особи у віці 65 років та старші. Медіана віку мешканця становила 41,1 року. На 100 осіб жіночої статі у місті припадало 88,9 чоловіків;  на 100 жінок у віці від 18 років та старших — 92,4 чоловіків також старших 18 років.
Середній дохід на одне домашнє господарство  становив 57 009 доларів США (медіана — 43 333), а середній дохід на одну сім'ю — 75 456 доларів (медіана — 58 333). Медіана доходів становила 43 125 доларів для чоловіків та 28 618 доларів для жінок. За межею бідності перебувало 13,2 % осіб, у тому числі 19,6 % дітей у віці до 18 років та 13,1 % осіб у віці 65 років та старших.
Цивільне працевлаштоване населення становило 643 особи. Основні галузі зайнятості: виробництво — 29,1 %, освіта, охорона здоров'я та соціальна допомога — 27,8 %, роздрібна торгівля — 10,1 %, фінанси, страхування та нерухомість — 7,0 %.